# Paradise (Nevada)
Paradise er en kommunefri bebyggelse, som er sammenhængende med Las Vegas i Nevada, USA. Befolkningstallet var i 2010 223.167 og dermed den største bebyggelse i Nevada uden selvstændigt byråd. Paradise blev oprettet den 8. december 1950.
Paradise rummer blandt andet McCarran International Airport, University of Nevada, Las Vegas og størstedelen af The Las Vegas Strip. De fleste af turistattraktionerne i Las Vegas-området ligger her, og området betegnes ofte lidt upræcist som Las Vegas. Byens egentlige navn var relativt ukendt indtil Angrebet i Las Vegas 2017.